# Amaranthus retroflexus
Amaranthus retroflexus L. es una especie planta fanerógama de la familia Amaranthaceae.

## Descripción
Es una hierba anual erecta que alcanza una altura máxima de cerca de 3 metros. Las hojas son de casi 15 cm de largo en las grandes plantas, las más altas en el tallo con una forma de lanza y las más bajas de la planta de forma oval o de diamantes. La planta es monoica, con plantas que llevan tanto flores masculinas como femeninas. La inflorescencia es un grande y denso racimo de flores intercaladas con brácteas espinosas de color verde. El fruto es una cápsula de menos de 2 milímetros de largo con una "tapa" que se abre para revelar un pequeño número de semillas negras.
Distribución y hábitat
Es nativa de la América tropical, pero está muy extendida como una especie introducida en la mayoría de los continentes en un gran número de hábitats.

## Taxonomía
Amaranthus retroflexus fue descrito por Carlos Linneo  y publicado en Species Plantarum 2: 991. 1753.
Etimología
Amaranthus: nombre genérico que procede del griego amaranthos, que significa "flor que no se marchita".
retroflexus: epíteto encorvado hacia abajo.
Sinonimia
- Amaranthus texidoris
- Amaranthus bulgaricus
- Amaranthus johnstonii
- Amaranthus retroflexus var. retroflexus
- Amaranthus retroflexus var. rubricaulis

Vernáculo
Abrebujo, acederón, amaranto, atacu, atracu, atreu, atreu del Perú, bledo, bledos, breo, jascas, moco de pavo.

## Propiedades
|  | La planta es venenosa para el ganado y los cerdos cuando la comen en grandes cantidades durante varios días, causando nefrotoxicidad. A pesar de que la planta tiene un alto contenido de nitratos en general, las suaves hojas jóvenes y las semillas son aptos para el consumo humano. Es un buen alimento con un elevado contenido de hierro. Debe recogerse cuando es muy joven. Puesto que tiene un sabor suave, es mejor cuando se mezcla con verduras silvestres que tienen un sabor más fuerte. En el otoño las semillas se pueden recoger de las espigas secas de la planta y molerse hasta convertirse en una harina que se puede mezclar con harina de trigo para hacer panqués. La planta fue utilizada para una multitud de alimentos y medicamentos por muchos grupos de nativos americanos. También se usa en el estado indio de Kerala para preparar un plato popular conocido como Thoran combinando las hojas finamente picadas con coco rallado, pimientos, ajo y cúrcuma. Las semillas son comestibles crudas o asadas, y se pueden triturar para hacer harina y usarse para pan, cereales o como agente espesante. |

## Estudios
Caracterización proteica de las semillas de once especies de amaranto.
El objetivo de este estudio fue determinar la composición aminoacídica y el perfil proteico de las semillas de once especies de amaranto. Las especies estudiadas fueron Amaranthus viridis, Amaranthus powellii, Amaranthus muricatus, Amaranthus deflexus, Amaranthus graecizans, Amaranthus blitoides, Amaranthus retroflexus, Amaranthus blitum, Amaranthus albus, Amaranthus cruentus y Amaranthus hypochondriacus. Se estudiaron poblaciones silvestres de estos taxones localizadas en el suroeste de España. El perfil proteico se estudió mediante cromatografía de filtración en gel y electroforesis desnaturalizante.